# (4828) Мисен
(4828) Мисен (лат. Misenus) — типичный троянский астероид Юпитера, движущийся в точке Лагранжа L5, в 60° позади планеты. Астероид был открыт 11 сентября 1988 года американским астрономом Кэролин Шумейкер в Паломарской обсерватории и назван в честь Мисена, персонажа древнегреческой мифологии.

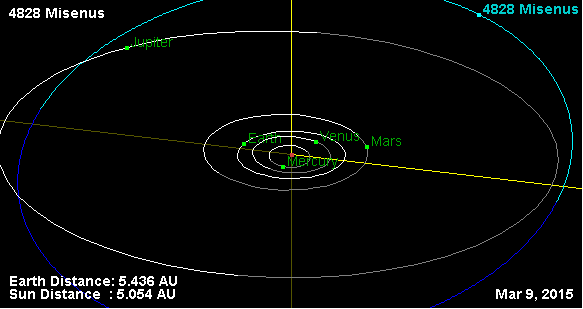
Орбита астероида Мисен и его положение в Солнечной системе

Фотометрические наблюдения, проведённые в 1995 году, позволили получить кривые блеска этого тела, из которых следовало, что период вращения астероида вокруг своей оси равняется 12,873 ± 0,016 часам, с изменением блеска по мере вращения 0,33 ± 0,01 m.